# Точка округления
Точка округления (круговая точка, омбилическая точка или омбилика) ― точка на гладкой регулярной поверхности в евклидовом пространстве, в которой нормальные кривизны по всем направлениям равны.
Название «омбилика» происходит от французского «ombilic», которое, в свою очередь, происходит от латинского «umbilicus» ― «пуп».

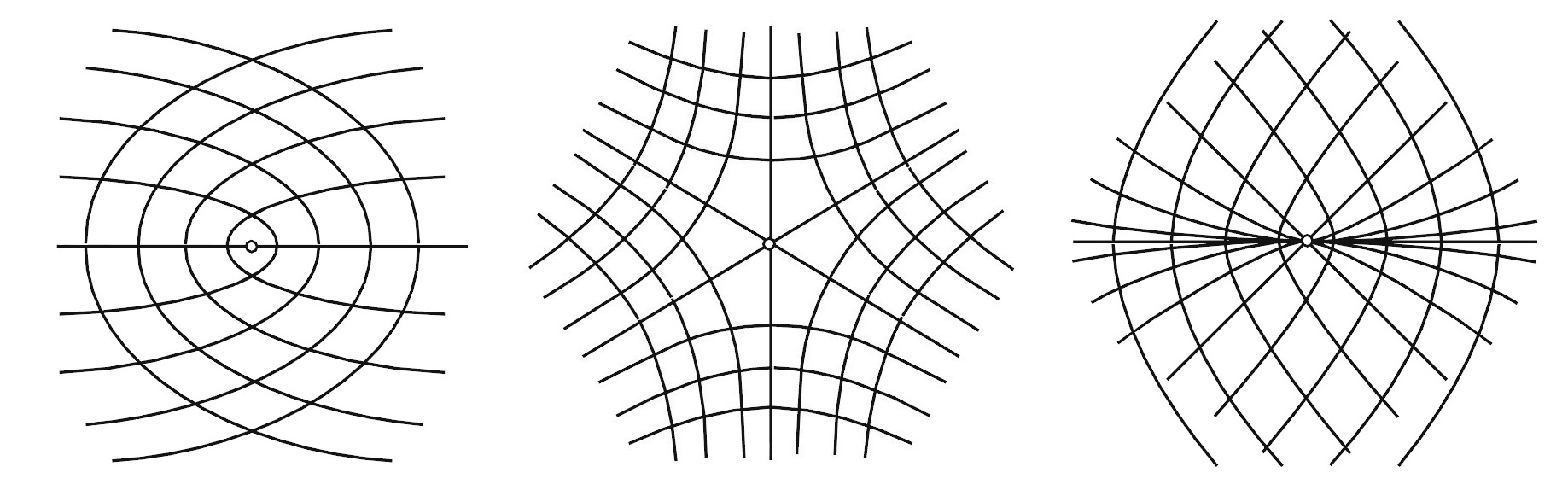
Точки округления и сеть линий кривизны поверхности вокруг них. В случае общего положения существуют три топологические различные типа особенности, часто называемые «лимон», «звезда» и «монстар»

## Свойства
В точке округления:
- главные кривизны поверхности совпадают.
- Первая квадратичная форма и вторая квадратичная форма поверхности пропорциональны.
- любое касательное направление является главным направлением.
- Соприкасающийся параболоид является параболоидом вращения.
- Индикатриса Дюпена является окружностью.
- Сеть линий кривизны (то есть линий, касающихся в каждой точке одного из главных направлений поверхности), имеет особенность[1].
- Любая точка округления является либо эллиптической точкой поверхности (если главные кривизны не равны нулю, и следовательно, гауссова кривизна поверхности в данной точке положительная), либо так называемой плоской точкой округления (если главные кривизны равны нулю, и следовательно, гауссова кривизна и средняя кривизна поверхности в данной точке равны нулю). В первом случае в малой окрестности точки округления поверхность похожа на сферу, а во втором — на плоскость.

## Примеры

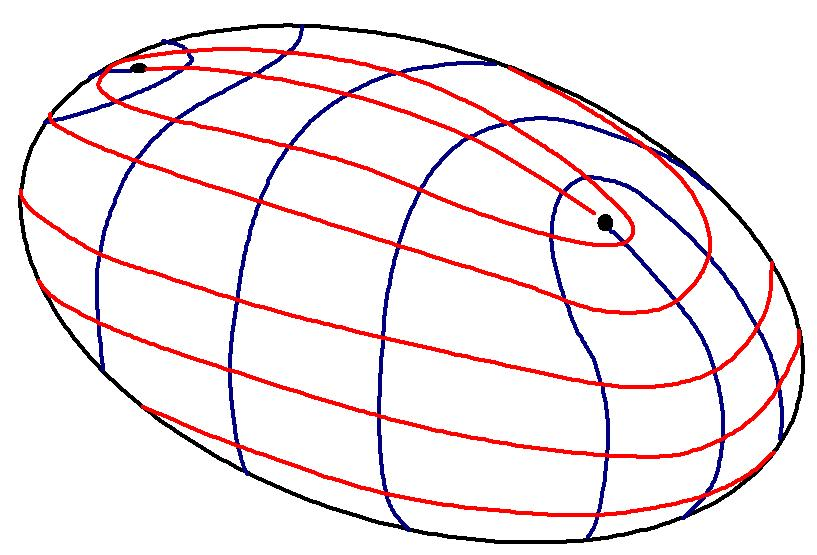
Точки округления на трёхосном эллипсоиде

В евклидовом пространстве с метрикой {\displaystyle ds^{2}=dx^{2}+dy^{2}+dz^{2}}:
- Сфера целиком состоит из эллиптических точек округления.
- Трёхосный эллипсоид (с попарно различными осями) имеет ровно четыре точки округления, все они эллиптические и относятся к типу «лимон».
- Плоскость целиком состоит из плоских точек округления.
- Обезьянье седло имеет изолированную плоскую точку округления в начале координат.

## Гипотеза Каратеодори
Каратеодори высказал гипотезу, что на любой достаточно гладкой замкнутой выпуклой поверхности M в трёхмерном евклидовом пространстве существуют как минимум две точки округления. Эта гипотеза была впоследствии доказана при дополнительном предположении, что поверхность M аналитическая.

## Обобщение
Пусть {\displaystyle M} ― гладкое многообразие произвольной размерности {\displaystyle n\geq 2} в евклидовом пространстве большей размерности. Тогда в каждой точке {\displaystyle x\in M} определены {\displaystyle n} собственных значений {\displaystyle \lambda _{1},\ldots ,\lambda _{n}} пары первой и второй квадратичных форм, заданных на касательном расслоении {\displaystyle TM}.
Точка {\displaystyle x\in M} называется омбиликой, если в ней набор {\displaystyle \lambda _{1},\ldots ,\lambda _{n}} содержит хотя бы два совпадающих числа. Множество омбилик имеет коразмерность 2, то есть задается на {\displaystyle M} двумя независимыми уравнениями. Так, омбилические точки на поверхности общего положения изолированы ({\displaystyle \dim =2-2=0}), а на трёхмерном многообразии общего положения они образуют кривую ({\displaystyle \dim =3-2=1}).